# ماركو مونتيلونغو
ماركو مونتيلونغو (بالإسبانية: Marco Montelongo)‏ هو لاعب كرة قدم مكسيكي في مركز الوسط، ولد في 31 أغسطس 1998 في Centro Municipality, Tabasco ‏ في المكسيك. لعب مع نادي كوريكامينوس ‏.